# Jan Francis
Pour les articles homonymes, voir Francis.
Janet Stephanie Francis, connue sous le diminutif de Jan Francis, née le 5 août 1947 à Westminster (Londres), est une actrice anglaise.
Elle est surtout connue pour avoir tenu le rôle de Penny Warrender dans la série télévisée de comédie romantique de la télévision britannique du début des années 1980 Just Good Friends (en).

## Filmographie partielle

### Au cinéma
- 1979 : Dracula : Mina Van Helsing
- 1984 : Champions : Jo Beswick
- 2016 : Monochrome : Caroline

### À la télévision
- 1971 : The Fenn Street Gang (série TV) : Shirley Matthews
- 1972 : Anne of Green Gables (série TV) : Diana Barry
- 1972 : Thirty-Minute Theatre (en) (série TV) : Stephanie
- 1972 : The Long Chase (série TV) : Susan Fraser
- 1973 : Country Matters (série TV) : Sophie
- 1973 : Angoisse (Thriller) (série TV) : Gillie Randall
- 1973 : Doctor in Charge (série TV) : Diana
- 1973 : Hawkeye, the Pathfinder (série TV) : Mabel Dunham
- 1974 : Play for Today (série TV) : Lizzie
- 1974 : La Chute des aigles (Fall of Eagles) (série TV) : Kschessinska
- 1974 : Rooms (série TV) : Jan
- 1975 : Anne of Avonlea (série TV) : Diana Barry
- 1975 : The Hanged Man (série TV) : Capt. Jane Ashley
- 1975 : A Journey to London (TV) : Martilla
- 1975 : Churchill's People (série TV) : Amelia Wrangham
- 1975 : Village Hall (série TV) : Milly
- 1975 : Softly Softly: Task Force (série TV) : Karen
- 1976 : BBC2 Playhouse (série TV) : Judy
- 1976 : Couples (série TV) : Emily Roland
- 1976 : Sutherland's Law (série TV) : Lesley Galbraith
- 1972 : BBC Play of the Month (série TV) : Grace Harkaway
- 1976 : The Launderette (TV) : Dorothy Baker
- 1976 : The Duchess of Duke Street (série TV) : Irene Bake
- 1977 : Jackanory Playhouse (série TV) : Empress
- 1977 : Raffles (en) (Raffles) (série TV) : Netje Van Der Berg
- 1977 : Just William (série TV) : Bella
- 1977 : Premiere (série TV) : Christabel
- 1978 : Play for Love (série TV) : Susan
- 1978 : Target (en) (série TV) : Jenny (1 épisode)
- 1977 : Secret Army (série TV) : Lisa 'Yvette' Colbert
- 1979 : ITV Playhouse (série TV) : Prudence Dunning
- 1979 : Ripping Yarns (en) (série TV) : Miranda
- 1979 : The Dick Francis Thriller: The Racing Game (série TV) : Kate Ellis (1 épisode)
- 1980 : The Good Companions (série TV) : Susie Dean
- 1981 : A Chance to Sit Down (série TV) : Barbara Livesay
- 1982 : Bizarre, bizarre (Tales of the Unexpected) (série TV) : Leila
- 1983 : The Plot to Murder Lloyd George (TV) : Hettie Wheeldon
- 1984 : Aladdin and the Forty Thieves (TV) : The Princess Balroubador
- 1984 : Histoires singulières (Hammer House of Mystery and Suspense) (série TV) : Eva Bailey (1 épisode - liste des épisodes)
- 1985 : Minder (série TV) : Sarah Bates
- 1983 : Just Good Friends (en). (série TV) : Penny Warrender
- 1979 : Jackanory (série TV) : Reader
- 1989 : Stay Lucky (série TV) : Sally Hardcastle
- 1994 : Under the Hammer (série TV) : Maggie Perowne
- 1995 : Ghostbusters of East Finchley (série TV) : Grace
- 1997 : Spark (série TV) : Colette
- 1998 : Verdict (série TV) : Kathryn Lewis
- 2000 : Sunburn (série TV) : Rachel Dearborn
- 2001 : Ma tribu (My Family) (série TV) : Amanda
- 2002 : Micawber (série TV) : Lady Charlotte
- 2002 : Heartbeat (en) (série TV) : Vivienne Keen
- 2004 : The Alan Clark Diaries (série TV) : Barbara Lord
- 2005 : According to Bex (série TV) : Sally Atwell
- 2005 : Bloodlines (TV) : Elaine Hopkin
- 2005 : Twisted Tales (série TV) : Penny Marchant
- 2005 : Where the Heart Is (série TV) : Jean
- 2006 :  Les Condamnées (Bad Girls) (série TV) : Catherine Earlham
- 2007 : Diamond Geezer (série TV) : Kate
- 2007 : Flics toujours (New Tricks) (série TV) : June Parker
- 2008 : The Invisibles (série TV) : Janet Rigby
- 2009 : Mistresses (série TV) : Julia
- 2009 : U Be Dead (TV) : Irene Pemberton
- 2009 : Collision (série télévisée) : Christine Edwards
- 2010 : Emmerdale Farm (série TV) : Sue Hastings
- 2010 : Reunited (TV) : Anita
- 2013 : Londres, police judiciaire (série TV) :  Caroline Moran (1 épisode)
- 2014 : Casualty (série TV) : Ginny Roxburgh-Berrow
- 2016 : I Want My Wife Back (série TV) : Paula